# شهرستان سونینگ
شهرستان سونینگ (به لاتین: Suning County) یک شهرستان‌های جمهوری خلق چین در چین است که در کانگجو واقع شده‌است.
 شهرستان سونینگ ۴۹۷ کیلومتر مربع مساحت و ۳۳۰٬۰۰۰ نفر جمعیت دارد و ۱۶ متر بالاتر از سطح دریا واقع شده‌است.